# Parafia św. Anny w Grabowie Kościerskim
Parafia Świętej Anny w Grabowie Kościerskim – parafia rzymskokatolicka, znajdująca się w diecezji pelplińskiej, w dekanacie Kościerzyna.